# Großblättrige Aster
Die Großblättrige Aster (Aster macrophyllus) ist eine Pflanzenart aus der Gattung der Astern (Aster) in der Familie der Korbblütler (Asteraceae).

## Beschreibung
Die Großblättrige Aster ist eine ausdauernde Pflanze, die Wuchshöhen von 80 bis 100 Zentimetern erreicht. Sie bildet unterirdische Ausläufer aus. Die unteren Blätter sind bis zu 18 Zentimeter lang, 12 Zentimeter breit, gesägt und bilden aus sterilen Rosetten einen Laubteppich. Die Stängel sind zum Teil mit drüsigen Haaren besetzt. Die Blütenköpfe haben einen Durchmesser von 3 bis 4 Zentimeter. Der Blütenstand ist eine Schirmrispe. An den Zweigen sind fast keine Hochblätter vorhanden. Die mittleren Hüllblätter messen ungefähr 5,5 × 1,5 Millimeter, sind verkehrteilanzettlich, drüsig behaart und haben im oberen Drittel ein eiförmiges grünes Feld. Die (9) 15 bis 20 Strahlenblüten sind blass bis dunkel blauviolett gefärbt, selten auch weiß. Die Scheibenblüten sind dunkel rotbraun.
Blütezeit ist im August, zum Teil auch schon im Juli.

## Vorkommen
Die Großblättrige Aster kommt im gemäßigten Südost-Kanada und in den östlichen USA in den Appalachen in lichten Laubwäldern in Höhenlagen von 0 bis 1300 Meter vor. 

## Nutzung
Die Großblättrige Aster wird zerstreut als Zierpflanze für Gehölzgruppen und als Schnittblume genutzt. 

## Belege
- Eckehardt J. Jäger, Friedrich Ebel, Peter Hanelt, Gerd K. Müller (Hrsg.): Rothmaler Exkursionsflora von Deutschland. Band 5: Krautige Zier- und Nutzpflanzen. Spektrum Akademischer Verlag, Berlin Heidelberg 2008, ISBN 978-3-8274-0918-8.